# Ga Anguk
Ga Anguk (Hyundai E & C) (Tiếng Hàn: 안국(현대건설)역, Hanja: 安國驛) là ga tàu điện ngầm trên Tàu điện ngầm vùng thủ đô Seoul tuyến 3 ở Samcheong-dong, Jongno-gu, Seoul.
Ga Anguk là ga nằm gần Insa-dong và Samcheong-dong, cũng là nơi cư trú của hoàng gia Unhyeongung cổ.

## Lịch sử
- 13 tháng 9 năm 1983: Tên ga quyết định là Ga Anguk [2]
- 18 tháng 10 năm 1985: Việc kinh doanh bắt đầu với việc khai trương đoạn Dongnimmun - Yangjae của Tàu điện ngầm Seoul tuyến 3 [3]
- 20 tháng 5 năm 2011: Triển lãm tranh tường ‘Insa-dong Story’
- Tháng 7 năm 2014: Hoàn thiện thang cuốn Lối ra 5
- 1 tháng 3 năm 2018: Hoàn thành xây dựng Trạm chuyên đề Phong trào Độc lập [4]
- 20 tháng 8 năm 2022: Thêm tên ga phụ và đổi thành Ga Anguk (Hyundai E & C)

## Bố trí ga
| Gyeongbokgung ↑    |
| S/B N/B \|         |
| ↓ Jongno 3(sam)-ga |

| Hướng Bắc | ●Tuyến 3 | ← Hướng đi Gyeongbokgung · Yeonsinnae · Gupabal · Daehwa |
| Hướng Nam | ●Tuyến 3 | → Hướng đi Jongno 3(sam)-ga · Chungmuro · Oksu · Ogeum → |

## Xung quanh nhà ga
| Lối ra \| 나가는 곳 \| Exit \| 出口 | Lối ra \| 나가는 곳 \| Exit \| 出口 |
| ----------------------------------- | --- |
| 1                                   | Hướng tới Gyeongbokgung Quảng trường Yeollin Songhyeon Bảo tàng Nghệ thuật Đương đại và Hiện đại Quốc gia Seoul Bảo tàng Thủ công Seoul Trường trung học cơ sở và trung học nữ sinh Duksung Trung tâm văn hóa Jongno                                                                               |
| 2                                   | Trường tiểu học Jaedong Tòa án Hiến pháp Văn phòng Giáo dục Thủ đô Seoul Thư viện Jeongdok Hướng tới Trung tâm cộng đồng Gahoe-dong Làng Bukchon Hanok Trường trung học cơ sở và trung học phổ thông Jungang Đại học Điện tử Hàn Quốc                                                              |
| 3                                   | Cung điện Changdeokgung Trụ sở Hyundai E&C Trường trung học thuế Daedong Cung điện Changgyeonggung Bệnh viện Đại học Quốc gia Seoul Trung tâm công dân Roh Moo-hyun |
| 4                                   | Đại học điện tử Soongsil Bảo tàng Tteok Cung điện Unhyeongung Trường tiểu học Unhyeon Đại học nữ sinh Duksung Cơ sở Jongrounhyeon Trung tâm cộng đồng Jongno 1, 2, 3, 4 ga-dong Đền Jongmyo Nhà hát truyền thống Seoul Donhwamun Trạm cứu hỏa Jongno Donui-dong Trung tâm Khu đô thị Seoul 50 Plus |
| 5                                   | Công viên Tapgol (cổng sau) Trung tâm mua sắm Nakwon Cơ quan xúc tiến thủ công mỹ nghệ Hàn Quốc Trung tâm Hỗ trợ Đời sống và Văn hóa Nakwon Seoul Bảo tàng Mokin Bảo tàng trang sức Bonnie Trung tâm phúc lợi người cao tuổi Seoul Văn phòng thuế Jongno                                           |
| 6                                   | Insa-dong Ssamziegil Đền Jogyesa Đồn cảnh sát Jongno Văn phòng Jongno-gu Đại học Điện tử Hàn Quốc |

## Du lịch
Vào tháng 1 năm 2013, Tổng công ty đường sắt cao tốc đô thị Seoul xuất bản sách hướng dẫn miễn phí gồm ba ngôn ngữ: Tiếng Anh, Tiếng Nhật và Tiếng Trung (giản thể và phồn thể), trong đó có tám tour du lịch cũng như đề xuất cho thuê phòng, nhà hàng và trung tâm mua sắm. Chúng được phân phối từ trung tâm thông tin trên 44 ga tàu điện ngầm, tên là Ga Itaewon trên tuyến 6 và Ga Gwanghwamun trên tuyến 5. Tám tour du lịch được thiết kế với các chủ đề khác nhau, ví dụ: Văn hóa truyền thống Hàn Quốc. Đi từ Ga Jongno 3-ga đến Ga Anguk và Ga Gyeongbokgung trên tuyến 3 ở đó trưng bày cửa hàng đồ cổ và phòng trưng bày nghệ thuật của Insa-dong.

## Hình ảnh

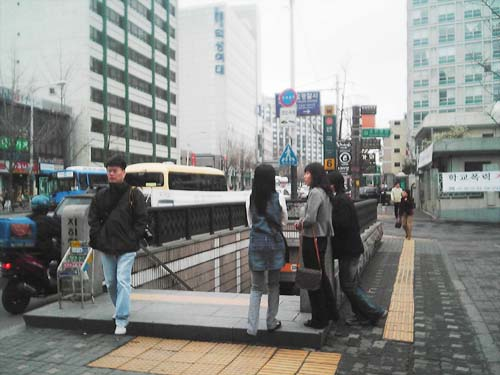
Lối ra 6
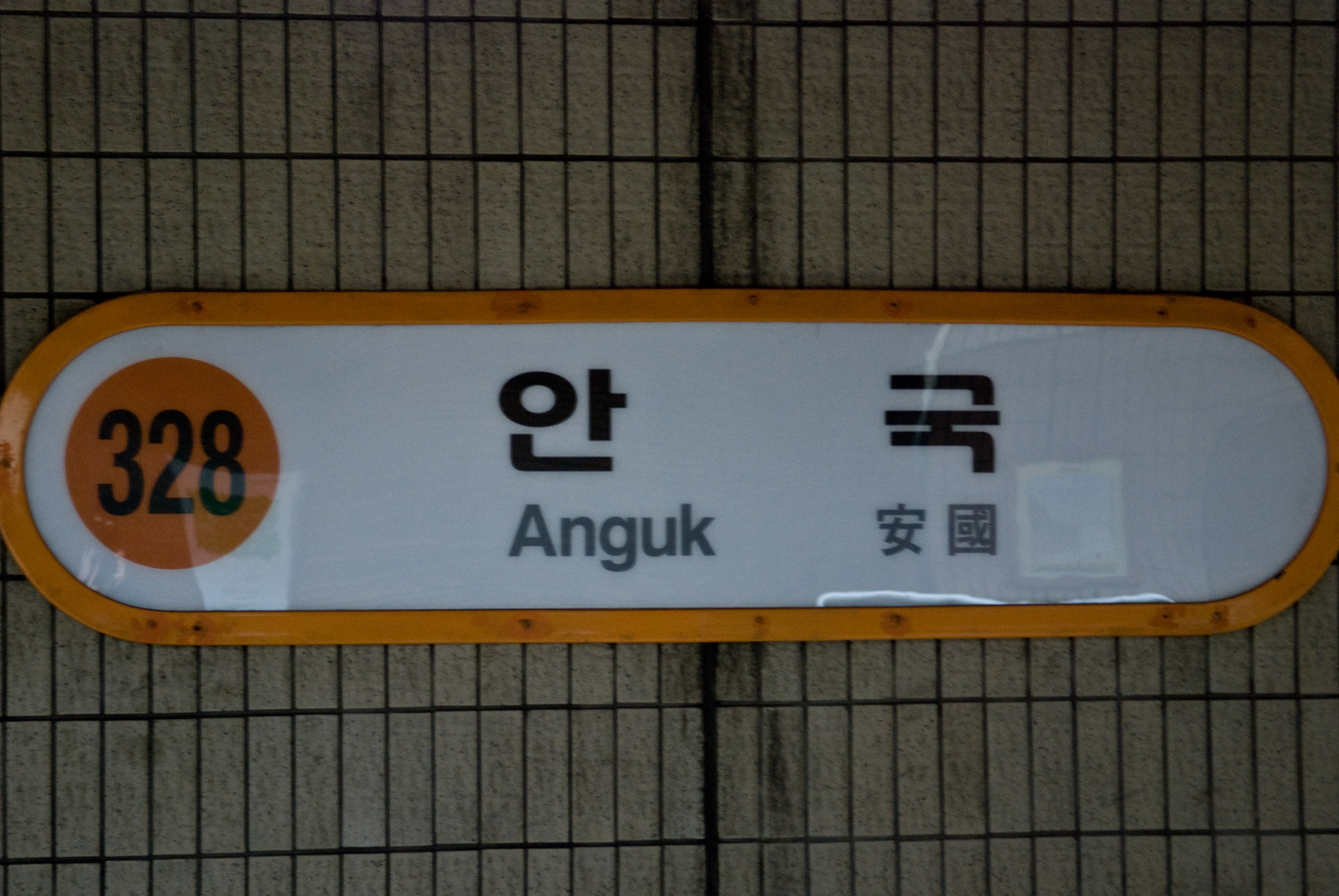
Bảng tên ga